# Волта-конгоански езици
Волта-конгоанските езици са езикова група, част от атлантическите конгоански езици, обхващаща около 1400 езика. Това са около 90% от езиците в нигер-конгоанското семейство и са говорени от около 400 милиона души в цяла Субсахарска Африка. Най-голямата подгрупа са бенуе-конгоанските езици, включващи езиците банту.